# Goupille

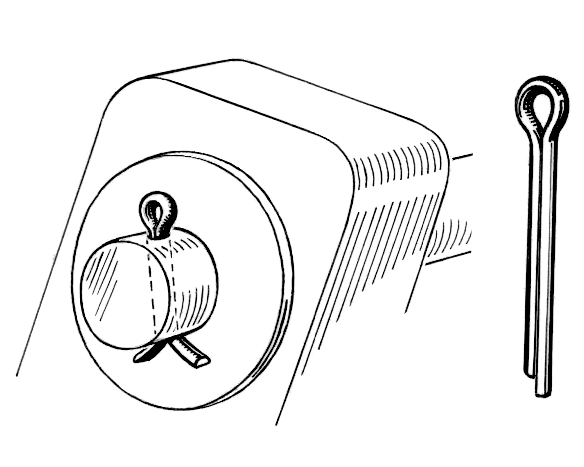
Goupille fendue avant insertion (à droite) et en place.

Une goupille est un cylindre métallique destiné à être sollicité en cisaillement pour des efforts relativement faibles.
La permanence de la liaison est due à l’adhérence entre la goupille et les pièces assemblées.
Lorsque l’assemblage d’un arbre sur un moyeu est soumis à des efforts importants, on utilise la clavette.
Une goupille peut avoir plusieurs fonctions,,:
- immobiliser une pièce par rapport à une autre ;
- positionner une pièce par rapport à une autre (goupille de positionnement) ;
- servir d'axe ;
- servir de pièce de sécurité : cisaillement en cas de surcharge.

## Types de goupilles
Plusieurs types de goupilles sont disponibles:
- la goupille cylindrique exigeant une bonne tolérance de montage
- la goupille conique à faible conicité permettant un montage sans grande précision du diamètre
- la goupille cannelée à trois cannelures longitudinales provoquant un gonflement du métal par refoulement ; au montage, les cannelures se déforment de manière élastique et assurent le montage adhérent sans jeu
- la goupille élastique dite « Mécanindus » laminée à froid et roulée donc fendue longitudinalement
- la goupille fendue formée d’un fil d’acier demi-rond replié sur lui-même formant une tête qui en facilite l’extraction au démontage
- la goupille taraudée qui dans un trou borgne peut être retirée facilement

Goupille cylindrique
Goupille conique
Goupille cannelée à trois cannelures longitudinales
Goupille élastique
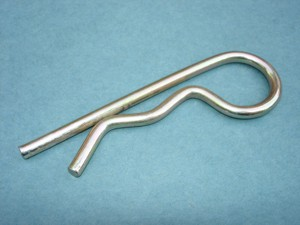
Goupille bêta
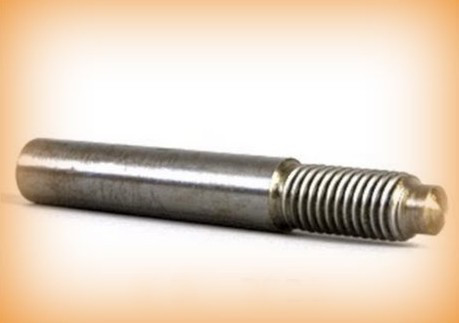
Goupille filetée
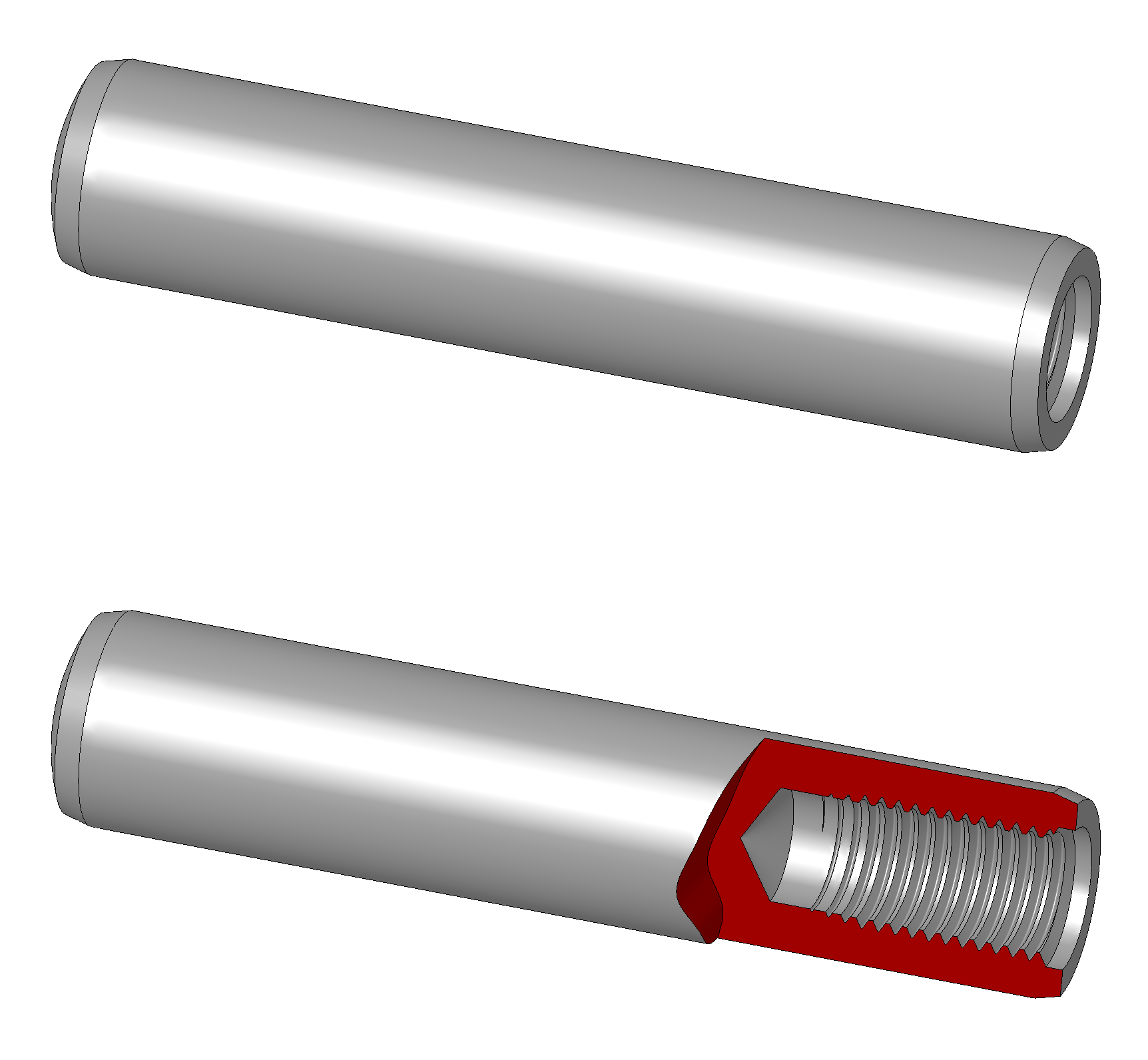
Goupille taraudée
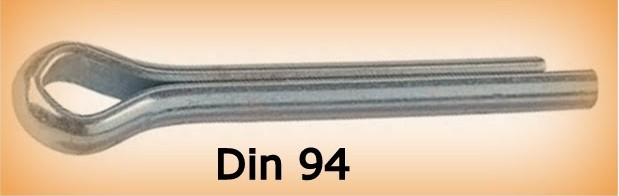
Goupille fendue ou goupille épingle

## Démontage
Le chasse-goupille sert au démontage d'une goupille (si le trou est débouchant).
Dans le cas d'un trou borgne, c'est une goupille comportant un trou taraudé pour son extraction,,,.